# Isothecium prolixum
Isothecium prolixum là một loài Rêu trong họ Brachytheciaceae. Loài này được (Mitt.) M. Stech et al. mô tả khoa học đầu tiên năm 2008.